# Joseph-Giuseppe Turi
 (février 2022).
La mise en forme du texte ne suit pas les recommandations de Wikipédia : il faut le « wikifier ».
Les points d'amélioration suivants sont les cas les plus fréquents :
- Les titres sont pré-formatés par le logiciel. Ils ne sont ni en capitales, ni en gras.
- Le texte ne doit pas être écrit en capitales (les noms de famille non plus), ni en gras, ni en italique, ni en « petit »…
- Le gras n'est utilisé que pour surligner le titre de l'article dans l'introduction, une seule fois.
- L'italique est rarement utilisé : mots en langue étrangère, titres d'œuvres, noms de bateaux, etc.
- Les citations ne sont pas en italique mais en corps de texte normal. Elles sont entourées par des guillemets français : « et ».
- Les listes à puces sont à éviter, des paragraphes rédigés étant largement préférés. Les tableaux sont à réserver à la présentation de données structurées (résultats, etc.).
- Les appels de note de bas de page (petits chiffres en exposant, introduits par l'outil «  Source ») sont à placer entre la fin de phrase et le point final[comme ça].
- Les liens internes (vers d'autres articles de Wikipédia) sont à choisir avec parcimonie. Créez des liens vers des articles approfondissant le sujet. Les termes génériques sans rapport avec le sujet sont à éviter, ainsi que les répétitions de liens vers un même terme.
- Les liens externes sont à placer uniquement dans une section « Liens externes », à la fin de l'article. Ces liens sont à choisir avec parcimonie suivant les règles définies. Si un lien sert de source à l'article, son insertion dans le texte est à faire par les notes de bas de page.
- La présentation des références doit suivre les conventions bibliographiques. Il est recommandé d'utiliser les modèles {{Ouvrage}}, {{Chapitre}}, {{Article}}, {{Lien web}} et/ou {{Bibliographie}}. Le mode d'édition visuel peut mettre en forme automatiquement les références.
- Insérer une infobox (cadre d'informations à droite) n'est pas obligatoire pour parachever la mise en page.

Pour une aide détaillée, merci de consulter Aide:Wikification.
Si vous pensez que ces points ont été résolus, vous pouvez retirer ce bandeau et améliorer la mise en forme d'un autre article.
Joseph Giuseppe Turi, né en 1938 à Casablanca, au Maroc,  est docteur en droit (Naples), titulaire d'une maîtrise en Science Politique (Montréal),professeur, juriste, avocat (Barreau du Québec - Canada), conférencier invité et consultant international, particulièrement en matière de politiques linguistiques et culturelles, nationales et internationales ainsi qu'en droit linguistique québécois, canadien et comparé.
Son père (Pr Amedeo Turi) est né à Salerne, en Italie. Sa mère (Irma Rosania) est née à Basse-Terre, en Guadeloupe, dans les Antilles françaises. 
Son grand-père, Antonio Turi, a participé à la bataille qui a eu lieu à Dogali, en Érythrée, le 26 janvier 1887.
Me Turi est actuellement Secrétaire général et Président de l'Académie internationale de droit linguistique, dont le siège social est à Montréal (Québec), au Canada.
Me Turi possède la double nationalité canadienne et italienne.

## Carrière professionnelle
Professeur invité dans plusieurs universités québécoises, canadiennes et étrangères.    
Auteur de plus de 125 publications scientifiques et culturelles, dont entre autres, celles mentionnées dans la section Publications. De 1965 à 1970, membre du Conseil des Arts et des Lettres du Québec; Président de la Commission de l'immigration dudit Conseil.
De 1963 à 1968, professeur d'université (Université McGill et Université Concordia, Montréal). 
De 1968 à 1996, à Montréal et à Québec, haut fonctionnaire du gouvernement du Québec dans les domaines des affaires constitutionnelles et juridico-linguistiques : chargé de mission au ministère des Affaires intergouvernementales, Chef du contentieux à l'Office québécois de la langue française, Directeur du secrétariat et des services juridiques à la Commission de protection de la langue française, conseiller juridique principal au Conseil de la langue française.
De 1970 à 1975, membre de la Commission de toponymie du Québec.
De 1974 à 1987, président de la Société Dante Alighieri de Québec.  
Membre de la Commission de recherche sur les politiques linguistiques de l'Association internationale de science politique.
Vice-président de la Multicultural Association of Language and Law.
Signataire et membre du comité scientifique d'accompagnement de la Déclaration universelle des droits linguistiques (Barcelone, 1996).
Membre du comité de rédaction de plusieurs revues scientifiques dont Journal of Nationalism, Memory and Language Politics, International Journal of Law, Language and Discourse, DiversCité", "Cosmopolis" et "Comparative Jurilinguistics". 
En 1962, fondateur de l'Union italo-franco-canadienne de Montréal.
De 1982 à 2007, président de la Société Dante Alighieri de Montréal et également du Centre culturel italien du Québec, de 1987 à 2001.
Research Associate en droit linguistique comparé à l’Université de l'État-Libre, à Bloemfontein, en Afrique du Sud.

## Académie internationale de droit linguistique
Secrétaire général et Président de l’Académie internationale de droit linguistique (siège social à Montréal, Québec, Canada), qui organise tous les deux ans partout dans le monde une grande conférence internationale en matière de langue, de droit et de diversité linguistique, en collaboration avec plusieurs universités.  L'Académie a été fondée en septembre 1984 par cent membres fondateurs à Montréal et à Paris. 
Le S.G. est le également le Président de chaque conférence internationale biennale de l’Académie internationale de droit linguistique. 
Les 16 conférences internationales de l'Académie ont eu lieu
- à Montréal, au Canada, en avril 1988, en collaboration avec l'Université du Québec à Montréal .
- à Hong Kong en février 1990, en collaboration avec l'Université City Polytechnic .
- à Pretoria, en Afrique du Sud, en avril 1992, en collaboration avec le Conseil de recherches en Sciences humaines et avec l'Université de Pretoria.
- à Fribourg, en Suisse, en septembre 1994, en collaboration avec l'Université et l'Institut du Fédéralisme de Fribourg .
- à La Havane, à Cuba, en avril 1996, en collaboration avec le Centro de Traducciones y Terminologia Especializada .
- à Vaasa-Vasa en Finlande, en septembre 1998, en collaboration avec les universités de Vaasa et Åbo Akademi .
- à San Juan, Porto Rico, en juin 2000, en collaboration avec l'Ateneo Puertorriqueno et les universités nationales du pays .
- à Iaşi, en Roumanie, en mai 2002, en collaboration avec l'Université Mihail Kogalniceanu.
- à Beijing, en Chine, en septembre 2004, en collaboration avec l'Université de droit et de Science politique de Chine et l'Institut de linguistique appliquée du ministère de l'Éducation de Chine.
- à Galway, en Irlande, en juin 2006, en collaboration avec l'Académie des études irlandaises, le Centre irlandais des droits de l'homme, l'Université nationale d'Irlande à Galway et le ministère irlandais des Affaires communautaires, rurales et relatives aux régions de langue gaélique.
- à Lisbonne, au Portugal, en juillet 2008, en collaboration avec l'Association des Professeurs de portugais.
- à Bloemfontein, en Afrique du Sud, en  novembre 2010, en collaboration l'Université du Free State.
- à Chiang Mai, en Thaïlande, en décembre 2012, en collaboration avec l'Observatoire international des droits linguistiques de l'Université de Moncton, Unescocat et Linguapax de Barcelone.
- à Teramo, en Italie, en  mai 2015, en collaboration avec l'Université de Teramo.
- à Hangzhou, en Chine, en mai 2017, en collaboration avec l'Université Zhejiang[4].
- à Poznań, en Pologne, en mai 2019, en collaboration avec l'Université Adam Mickiewics.

Les Actes desdites conférences internationales ont été publiés. Voir la liste des Actes publiés dans le site web de l'Académie.
La 17e conférence internationale de l'Académie en matière de droit et de langue aura lieu en mai 2022 à Tizi-Ouzou, en Algérie , en collaboration avec l'Université Mouloud Mammeri.

## Honneurs
À la fin des années 1950 et au début des années 1960, boursier des gouvernements français et italien à la Faculté de droit de l'Université de Paris, boursier de l'Université internationale du Luxembourg à Luxembourg et boursier du Conseil des Arts du Canada à la Faculté de droit de l'Université de Montréal.
Depuis 2007, président honoraire de la Société Dante Alighieri de Montréal.
Récipiendaire, le 4 juin 1982, à l'Université Harvard, à Cambridge, aux États-Unis, d'une Médaille et d'un Diplôme d'honneur de la Société internationale Dante Alighieri (siège social à Rome en Italie).
Coprésident de la campagne de financement de l'Orchestre symphonique de Montréal en 1985.
Récipiendaire, le 24 mai 2002, du Diplôme d'honneur et de la Médaille Pro Amicitia - Pro Fidelitate de la ville de Iaşi en Roumanie.

## Publications
- TURI, Joseph-G.(1989), « Introduction au droit linguistique », dans PUPIER, Paul et WOEHRLING, José, Ed., dir.Language and Law - Langue et Droit, Montréal : Wilson et Lafleur, p. 55-84.
- TURI, G.(1971), "Une culture appelée québécoise", la Bibliothèque du Monde Nouveau, Montréal :  Les Éditions de l'Homme, 123 p[5].
- TURI. Joseph-G.(1990). " Le droit linguistique et les droits linguistiques ", Les Cahiers de droit, Vol. 31, No. 2, Québec : Les Presses de l'Université Laval, p. 641-650[6].
- TURI, Joseph-G.(1990). "Il diritto linguistico comparato: nuova scienza giuridica ", Lettera dall 'Italia, No. 19,  Anno V, July-September 1990, Roma: Istituto della Enciclopedia Italiana.
- TURI, Joseph-G.(1994), " Typology of Language Legislation ", in SKUTNABB-KANGAS. Tove & PHILLIPSON, Robert, Ed., Linguistic Human Rights, Berlin-New York: Mouton de Gruyter, p. 111-119.
- FLEINER, Thomas, NELDE, Peter H. & TURI, Joseph-G.(2001).Ed., dir., "Law and Languages of Education" - "Droit et langues d’enseignement", Institut du Fédéralisme de Fribourg, Bâle, Genève, Munich : Helbing & Lichtenhahn, 561p.
- TURI, Joseph-G. & VRABIE, Genoveva.(2003).Ed., dir., "The theory and the practise of linguistic policies in the world – La théorie et la pratique des politiques linguistiques dans le monde", Iasi :  Editura Cugetarea, 332 p[7],[8].
- TURI, Joseph-G.(2006). "Appel à l’UNESCO pour une convention internationale sur la diversité linguistique - Call to UNESCO for an International Convention on Linguistic Diversity"(contribution scientifique / scientific contribution), Galway, juin 2006.
- SU Jinzhi, TURI Joseph-G. et WANG Jie. Ed.(2006). "Law, Language and Linguistic Diversity", Beijing: Law Press China, 507 p.
- TURI, Joseph-G.(2008), " Propos et confidences d’un planificateur juridico-linguistique québécois ", in MARTEL, Marcel & PÂQUET, Martin, dir. "Légiférer en matière linguistique", Québec : Les Presses de l’Université Laval, p. 157-182.
- TURI, Joseph-G.(2012), “Linguistic Legislation” in CHAPELLE, Carol A., Ed., "The Encyclopedia of Applied Linguistics", Hoboken: Wiley-Blackwell, p. 3480-3486[9].
- AGRESTI, Giovanni & TURI, Joseph-G., dir.-eds. (2016), "Représentations sociales des langues et politiques linguistiques. Déterminismes, implications, regards croisés", Roma: Editrice Aracne, 410 p.  (ISBN 978-88-548-9981-0)
- YE Ning, Joseph-G. TURI and CHEN Le, Ed./dir.(2017). "Proceedings of the Fifteenth International Conference on Law and Language of the International Academy of Linguistic Law (!ALL 2017): Law, Language and Justice". The American Scholars Press, Marietta, Georgia, USA, 286 p.
- AGRESTI, Giovanni & TURI, Joseph-G., Ed./dir.(2018). "Du principe au terrain - norme juridique, linguistique et praxis politique". Actes de Teramo 2015. Proceedings of Teramo 2015. Volume 2, second volume, Roma: Aracne Editrice, 540 p.
- TURI, Joseph-G., Guest Editor, (2020). "Comparative Legilinguistics". International Journal for Legal Communication.Vol.42/2020. Special Issue. Poznań, Poland, 125 p.